# Ocnogyna albobrunnescens
Ocnogyna albobrunnescens là một loài bướm đêm thuộc phân họ Arctiinae, họ Erebidae.